# Гудвин, Арчи (футболист)
Арчи Стюарт Уэйн Гудвин (англ. Archie Stuart Wayne Goodwin; род. 7 ноября 2004, Ньюкасл, Новый Южный Уэльс) — австралийский футболист, нападающий клуба «Ньюкасл Юнайтед Джетс».

## Клубная карьера
Гудвин — воспитанник клубов «Кукс Хилл Юнайтед» и «Ньюкасл Юнайтед Джетс». 21 февраля 2021 года в матче против «Мельбурн Виктори» он дебютировал в A-Лиге в составе последнего. 10 июня в поединке против «Мельбурн Сити» Арчи забил свой первый гол за «Ньюкасл Юанйтед Джетс».

## Международная карьера
В 2023 году в составе молодёжной сборной Австралии Гудвин принял участие в молодёжном Кубке Азии в Узбекистане. На турнире он сыграл в матчах против команд Катара и Узбекистана. В поединке против катарцев Арчи забил гол.